# Mirka Zlatníková
 Mirka Zlatníková  (* 11. ledna 1965 Praha) je česká publicistka, scenáristka a režisérka dokumentárních filmů. Po maturitě na Gymnáziu Na Vítězné pláni vystudovala fakultu žurnalistiky University Karlovy. Má dvě dospělé děti, Davida a Adélu.

## Život
Již od svých sedmnácti let pracovala jako novinářka. Prošla rozhlasem, deníkem, týdeníkem, lifestylovými časopisy.
Sama založila několik lifestylových časopisů, z nichž nejznámějšími jsou Marianne a Kondice. Pracovala jako šéfredaktorka Elle a redakční ředitelka mnoha dalších periodik.
Vedle toho je stále úspěšnější scenáristkou. Její televizní prvotinou byl seriál Dokonalý svět (2009). O rok později byl v rámci televizní série Soukromé pasti realizován její scénář Díra v plotě. Pro sérii ČT Nevinné lži napsala část Druhý dech (2012).
Je spoluautorkou scénáře seriálu Neviditelní (2014), filmu Teorie tygra (2016), seriálu Černé vdovy (2018) a Kurz manželské touhy (2021). V koprodukci pěti veřejnoprávních televizí vznikl podle jejího scénáře dvoudílný televizní film Marie Terezie rakouského režiséra Roberta Dornhelma (2017). Díky mezinárodnímu ohlasu později vznikla další tři pokračování a také knižní trilogie Marie Terezie: Miluj a panuj, Všichni věrní a nevěrní a Tchyně Evropy.
V současné době pracuje na dalších scénářích a zároveň jako ředitelka nových projektů ve vydavatelství Vltava Labe Media.